# Leucopis gobiana
Leucopis gobiana är en tvåvingeart som beskrevs av Tanasijtshuk 1986. Leucopis gobiana ingår i släktet Leucopis och familjen markflugor.
Artens utbredningsområde är Mongoliet. Inga underarter finns listade i Catalogue of Life.